# Depressaria badiella
Depressaria badiella — вид лускокрилих комах родини плоских молей (Depressariidae).

## Поширення
Вид поширений в Європі, Північній Африці (Лівія), на Кавказі, Середній Азії та Монголії. Присутній у фауні України.

## Опис
Розмах крил становить 20-25 мм. Кінцевий членики верхньощелепних щупиків з двома чорними смугами. Передні крила досить темно-кричневі з білуватим напиленням. Задні крила білувато-коричневі. Личинка тьмяно-оливково-зелена з темно-червоними цятками; голова темно-червоно-коричнева.

## Спосіб життя
Імаго літають з липня по жовтень. Личинки живляться листям Hypochaeris radicata, Sonchus arvensis і Taraxacum.

## Підвиди
- Depressaria badiella badiella
- Depressaria badiella frustratella Rebel, 1936 (Сардинія)